# Pegomya
Pegomya és un gènere de dípters dins la família Anthomyiidae. Algunes espècies són considerades plagues perquè les seves larves fan galeries a les fulles de les plantes.

## Algunes espècies[2]
- Pegomya agarici Griffiths, 1984
- Pegomya aldrichi Griffiths, 1983
- Pegomya alticola (Huckett, 1939)
- Pegomya amargosana Griffiths, 1982
- Pegomya aninotata (Huckett, 1939)
- Pegomya atlanis (Huckett, 1939)
- Pegomya betae (Curtis, 1847) — minador de la fulla de la bleda
- Pegomya bicolor (Wiedemann, 1817)
- Pegomya bifurcata Griffiths, 1983
- Pegomya caesia (Stein, 1906)
- Pegomya calyptrata (Zetterstedt, 1846)
- Pegomya carduorum (Huckett, 1939)
- Pegomya cedrica (Huckett, 1939)
- Pegomya circumpolaris Ackland and Griffiths, 1983
- Pegomya cognata (Stein, 1920)
- Pegomya collomiae Griffiths, 1982
- Pegomya constricta Griffiths, 1982
- Pegomya convergens (Huckett, 1939)
- Pegomya crassiforceps Griffiths, 1983
- Pegomya cygnicollina Griffiths, 1971
- Pegomya defecta Huckett, 1966
- Pegomya depressiventris (Zetterstedt, 1845)
- Pegomya dissidens Huckett, 1966
- Pegomya disticha Griffiths, 1983
- Pegomya dorsimaculata (Wulp, 1896)
- Pegomya elongata (Wulp, 1896)
- Pegomya flaviantennata Griffiths, 1984
- Pegomya flavifrons (Walker, 1849)
- Pegomya flaviventris Griffiths, 1983
- Pegomya flavoscutellata (Zetterstedt, 1838)
- Pegomya fumipennis (Huckett, 1939)
- Pegomya furva (Ringdahl, 1938)
- Pegomya geniculata (Bouche, 1834)
- Pegomya gilva Zetterstedt
- Pegomya gilvoides Griffiths, 1983
- Pegomya glabra (Stein, 1920)
- Pegomya haemorrhoum (Zetterstedt, 1938)
- Pegomya hirticauda Huckett, 1966
- Pegomya holmgreni (Boheman, 1858)
- Pegomya holosteae (Hering, 1924)
- Pegomya hyoscyami (Panzer, 1809) — minador de la fulla d'espinac
- Pegomya icterica (Holmgren, 1872)
- Pegomya incisiva (Stein, 1906)
- Pegomya indicta (Huckett, 1939)
- Pegomya kodiakana Huckett, 1965
- Pegomya macalpinei Griffiths, 1983
- Pegomya macrophthalma Griffiths, 1984
- Pegomya maculata (Stein, 1906)
- Pegomya magdalenensis Griffiths, 1982
- Pegomya minuta (Malloch, 1918)
- Pegomya nagendrai Suwa, 1983
- Pegomya neomexicana Griffiths, 1983
- Pegomya nigra Suwa, 1974
- Pegomya notabilis (Zetterstedt, 1846)
- Pegomya pallidoscutellata (Zetterstedt, 1852)
- Pegomya petasitae Griffiths, 1982
- Pegomya pribilofensis Huckett, 1965
- Pegomya pseudobicolor Griffiths, 1982
- Pegomya quadralis Huckett, 1965
- Pegomya remissa Huckett, 1965
- Pegomya rubivora (Coquillett, 1879) — eruga de la tija de la gerdera
- Pegomya rubrivaria Huckett, 1967
- Pegomya rufescens (Stein, 1898)
- Pegomya ruficeps (Zetterstedt, 1838)
- Pegomya rufina (Fallén, 1825)
- Pegomya rugulosa (Zetterstedt, 1845)
- Pegomya sagehenensis Huckett, 1967
- Pegomya saximontana Griffiths, 1983
- Pegomya scapularis (Zetterstedt, 1846)
- Pegomya setaria (Meigen, 1826)
- Pegomya setibasis Huckett, 1965
- Pegomya sharmaii Suwa, 1983
- Pegomya silvicola Huckett, 1966
- Pegomya simplex Griffiths, 1982
- Pegomya sociella (Stein, 1906)
- Pegomya sombrina Huckett, 1966
- Pegomya stagnalis Griffiths, 1982
- Pegomya striata (Stein, 1920)
- Pegomya tabida (Meigen, 1826)
- Pegomya tenera (Zetterstedt, 1838)
- Pegomya terminalis (Róndani, 1866)
- Pegomya tinctisquama (Huckett, 1939)
- Pegomya transgressa (Zetterstedt, 1846)
- Pegomya umbripennis Huckett, 1966
- Pegomya unicolor (Stein, 1898)
- Pegomya utahensis Griffiths, 1982
- Pegomya valgenovensis Hennig, 1973
- Pegomya variegata (Huckett, 1939)
- Pegomya ventralis (Stein, 1906)
- Pegomya versicolor (Meigen, 1826)
- Pegomya vicaria (Huckett, 1939)
- Pegomya vittigera (Zetterstedt, 1838)
- Pegomya winthemi (Meigen, 1826)
- Pegomya wygodzinskyi (Albuquerque, 1954)
- Pegomya zonata (Zetterstedt, 1838)